# آویاتیک سی.۱
آویاتیک سی. ۱ (به آلمانی: Aviatik_C.I) یک هواگرد دوباله تک‌موتوره دو سرنشین شناسایی ساخت شرکت آویاتیک در امپراتوری آلمان بود. سی. ۱ نخستین هواگرد شرکت آویاتیک بود که از ابتدا برای استفاده نظامی طراحی شد. در جریان جنگ جهانی اول در لوفت‌اشترایت‌کرفته خدمت کرد.

## مشخصات فنی
آویاتیک ب-۱
مشخصات عمومی
- خدمه: ۲ نفر
- طول: ۷٫۹۲ متر
- طول بال: ۱۲٫۵ متر
- ارتفاع: ۲٫۹۵ متر
- وزن بارگذاری‌شده: ۱٬۳۴۰ کیلوگرم
- نیرومحرکه: ۱ × موتور خطی ۶ سیلندر مرسدس دی. ۲ خنک‌شونده با مایع: ۱۲۰ اسب بخار

عملکرد
- حداکثر سرعت: ۱۴۲ کیلومتر بر ساعت
- سقف پرواز: ۳٬۵۰۰ متر
- طول پرواز: سه ساعت

تسلیحات
- ۱ × مسلسل پارابلوم کالیبر ۷٫۹۲ در جایگاه متحرک در پشت اتاقک